# Hydroporus kurdistanicus
Hydroporus kurdistanicus är en skalbaggsart som beskrevs av Hájek och Fikácek 2010. Hydroporus kurdistanicus ingår i släktet Hydroporus och familjen dykare. Inga underarter finns listade i Catalogue of Life.